# Jalá (Talmud)
El tratado Jalá (en hebreo: חלה) (significa literalmente: "Pan"), aunque en un sentido bíblico se refiere a la "ofrenda de la masa", es el noveno tratado del orden Zeraim ("Semillas") de la Mishná y el Talmud, que trata sobre las 24 ofrendas sacerdotales mencionadas en el Tanaj.
Durante el período del Templo Judío, la ofrenda de la Jalá era separada del pan hecho de cualquiera de las cinco especies de grano (trigo, cebada, espelta, avena y centeno), y era entregada a un sacerdote que provenía del linaje de Aarón (un Cohen). 
Actualmente, ya que los sacerdotes (cohanim) no están limpios ritualmente, la "porción de la masa" se separa y se quema en un horno, o se utiliza para alimentar a las aves en algunas comunidades judías. 
Antes de que la Jalá sea separada, se dice una berajá (bendición): Baruj atá adonai eloheinu melej haolam asher kideshanu bemitzvotav vetzivanu lehafrish jalá.
La cantidad separada procede solamente de productos derivados del pan, que han sido elaborados con al menos 1,2 kilos de harina o más (esto se hace sin una bendición) o con 1,666 kilos o más (esto se hace con una bendición, según algunas autoridades) o con 2,25 kilos o más (esto se hace con una bendición) y la masa separada debe ser del tamaño de una aceituna grande. Si se utiliza menos cantidad de harina de la requerida, algunas masas se pueden separar sin recitar una bendición, mientras que otras no se separan. Si la separación no se hace mientras se cocina, se puede hacer después sin recitar una bendición.